# Litér
Litér ist eine ungarische Gemeinde im Kreis Balatonalmádi im Komitat Veszprém.

## Geografische Lage
Litér liegt ungefähr sechs Kilometer östlich des Komitatssitzes Veszprém, sieben Kilometer nördlich der Kreisstadt Balatonalmádi und sechs Kilometer nördlich des Balatons an dem Fluss Bendola-patak. Nachbargemeinden sind Balatonfűzfő, Királyszentistván und Sóly.

## Geschichte
Im Jahr 1913 gab es in der damaligen Kleingemeinde 101 Häuser und 499 Einwohner auf einer Fläche von 2480  Katastraljochen. Sie gehörte zu dieser Zeit zum Bezirk Veszprém im Komitat Veszprém.

## Gemeindepartnerschaft
- Branč, Slowakei, seit 1992

## Sehenswürdigkeiten
- Mária-Magdolna-Bódi-Denkmal, erschaffen von Márta Lesenyei
- Reformierte Kirche, ursprünglich aus der Zeit Árpáds, im 16. Jahrhundert zerstört, neu errichtet 1784
- Römisch-katholische Kirche Szent István király és Lisieuxi Kis Szent Teréz, erbaut in den 1990er Jahren
- Weltkriegsdenkmal

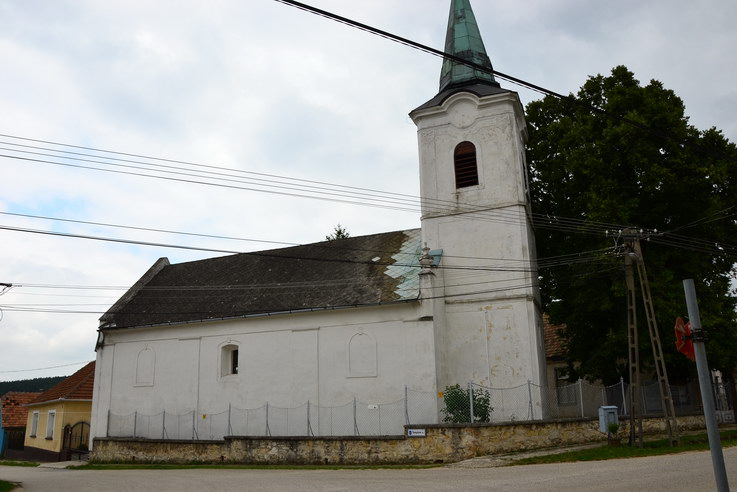
Reformierte Kirche
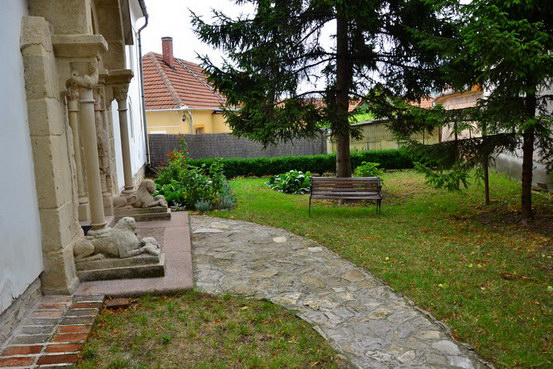
Eingang der reformierten Kirche
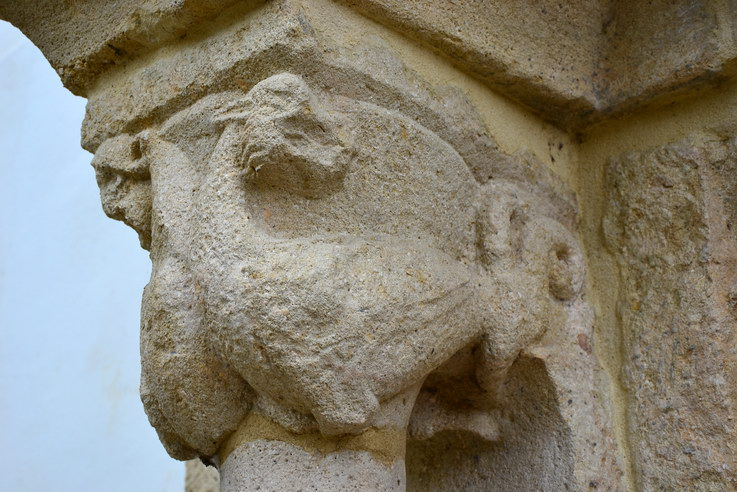
Detail des Eingangs
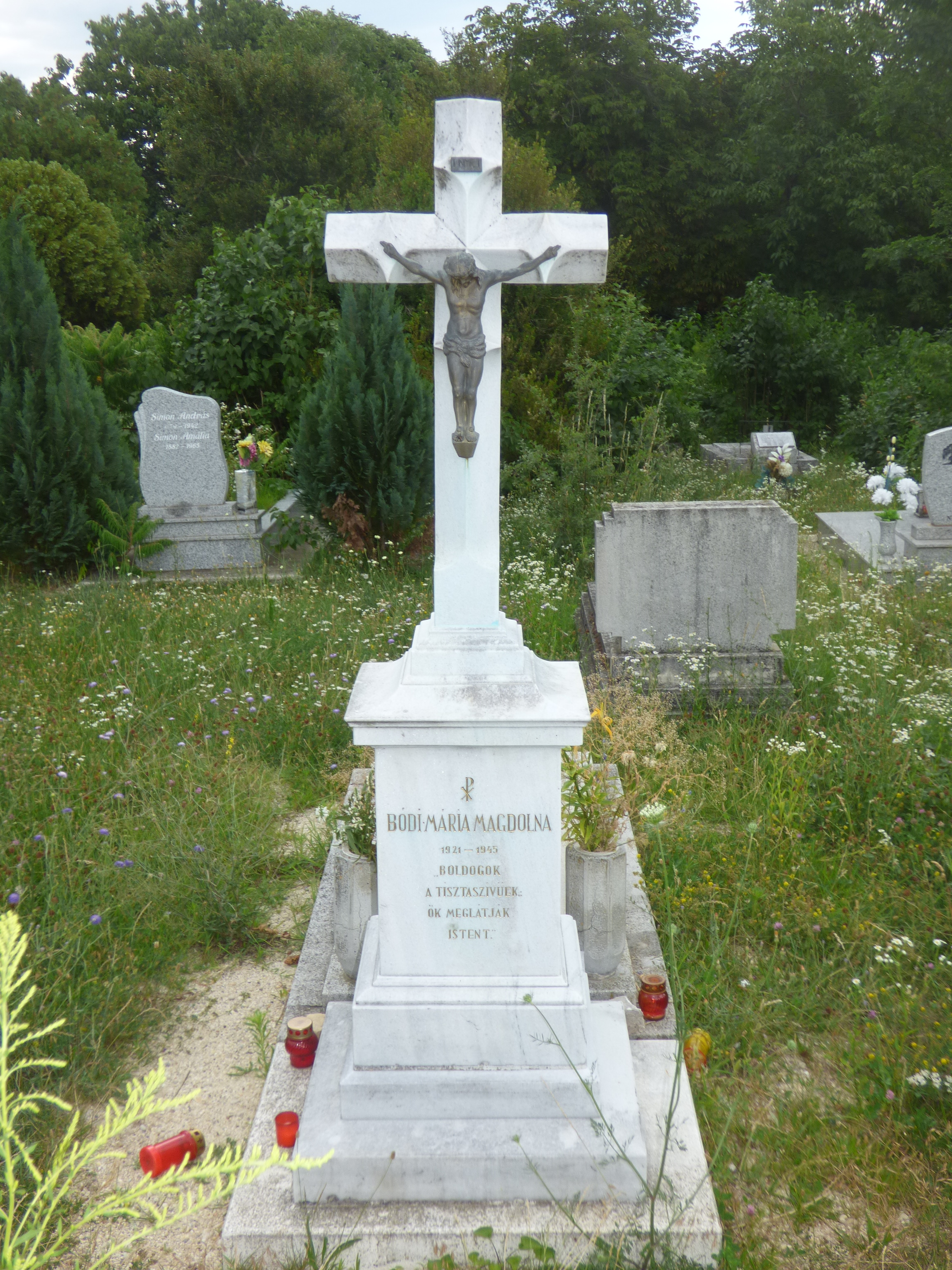
Grabstätte von Mária Magdolna Bódi
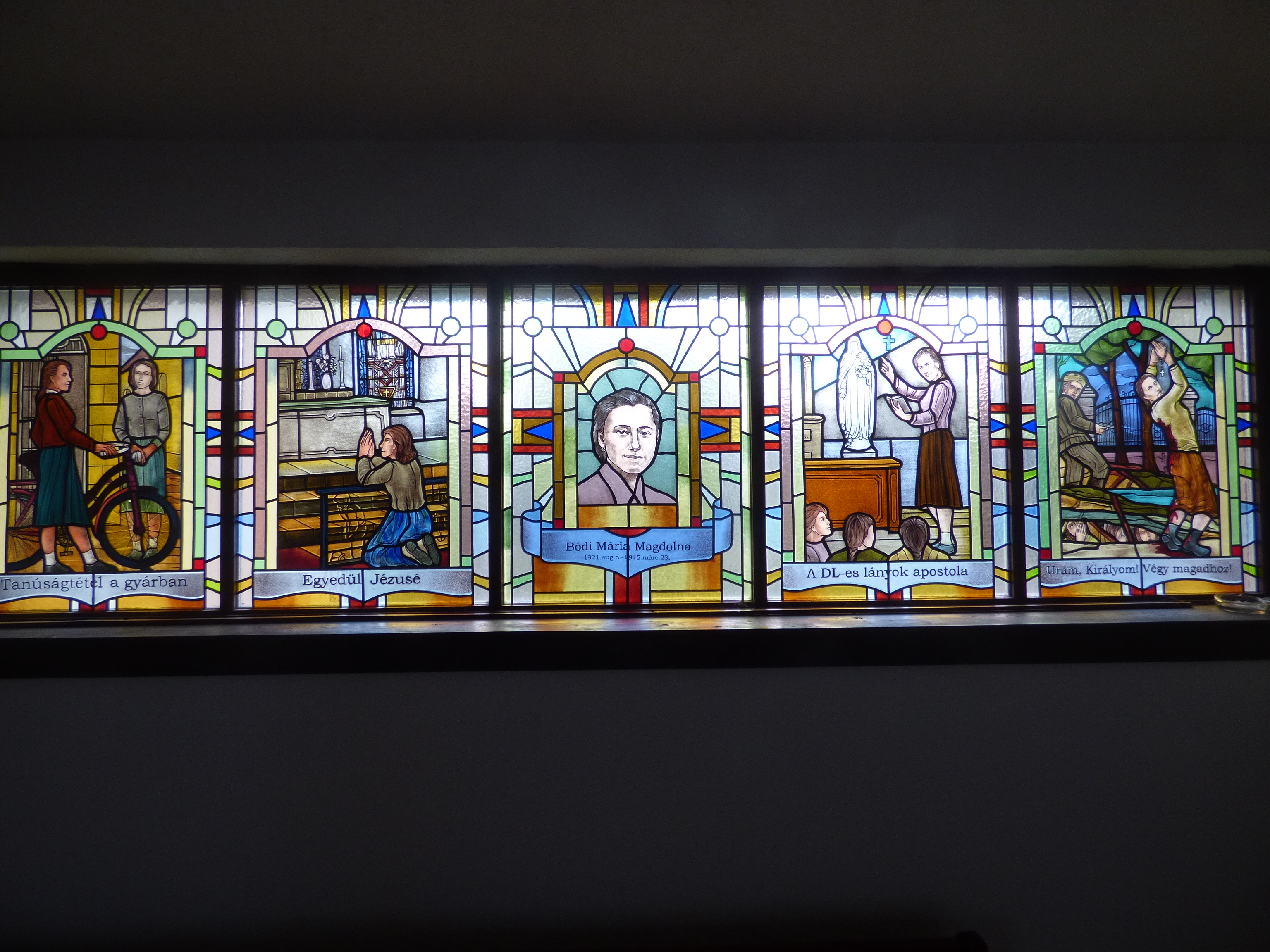
Glasfenster in der röm.-kath. Kirche (vier Stationen im Leben der Mária Magdolna Bódi)
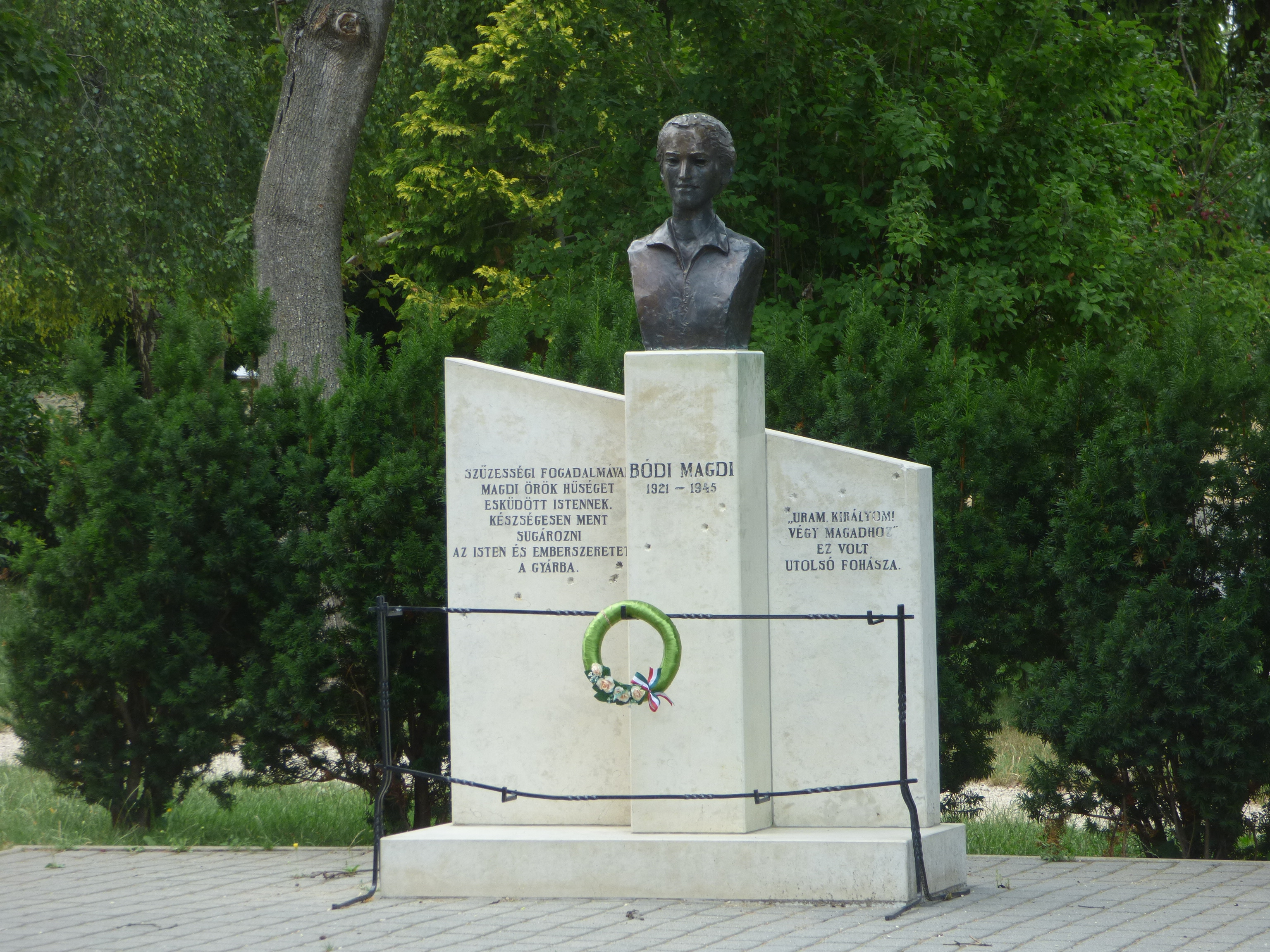
Mária-Magdolna-Bódi-Denkmal

## Verkehr
Litér liegt direkt an der Hauptstraße Nr. 72, die in nordwestlicher Richtung auf die Hauptstraße Nr. 8 führt. Es bestehen Busverbindungen nach Balatonalmádi, Veszprém und Balatonakarattya. Die nächstgelegenen Bahnhöfe sind Vilonya-Királyszentistván östlich, Hajmáskér nördlich sowie Veszprém und Veszprém-Kádárta nordwestlich der Gemeinde.